# The State
The State е вторият студиен албум на канадската рок група Никълбек. Leader Of Men е първият сингъл от този албум, последван от Old Enough, Breathe и Worthy To Say. Leader Of Men помага на групата да получат популярност, като става топ 10 хит в Америка и топ 20 хит в Канада.

## Песни
1. Breathe 3:58
2. Cowboy Hat 3:54
3. Leader Of Men 3:29
4. Old Enough 2:45
5. Worthy To Say 4:05
6. Diggin' This 3:01
7. Deep 2:47
8. One Last Run 3:28
9. Not Leavin' Yet 3:44
10. Hold Out Your Hand 4:08
11. Leader Of Men (Acoustic) 3:23